# Кенаса (Молувенай)

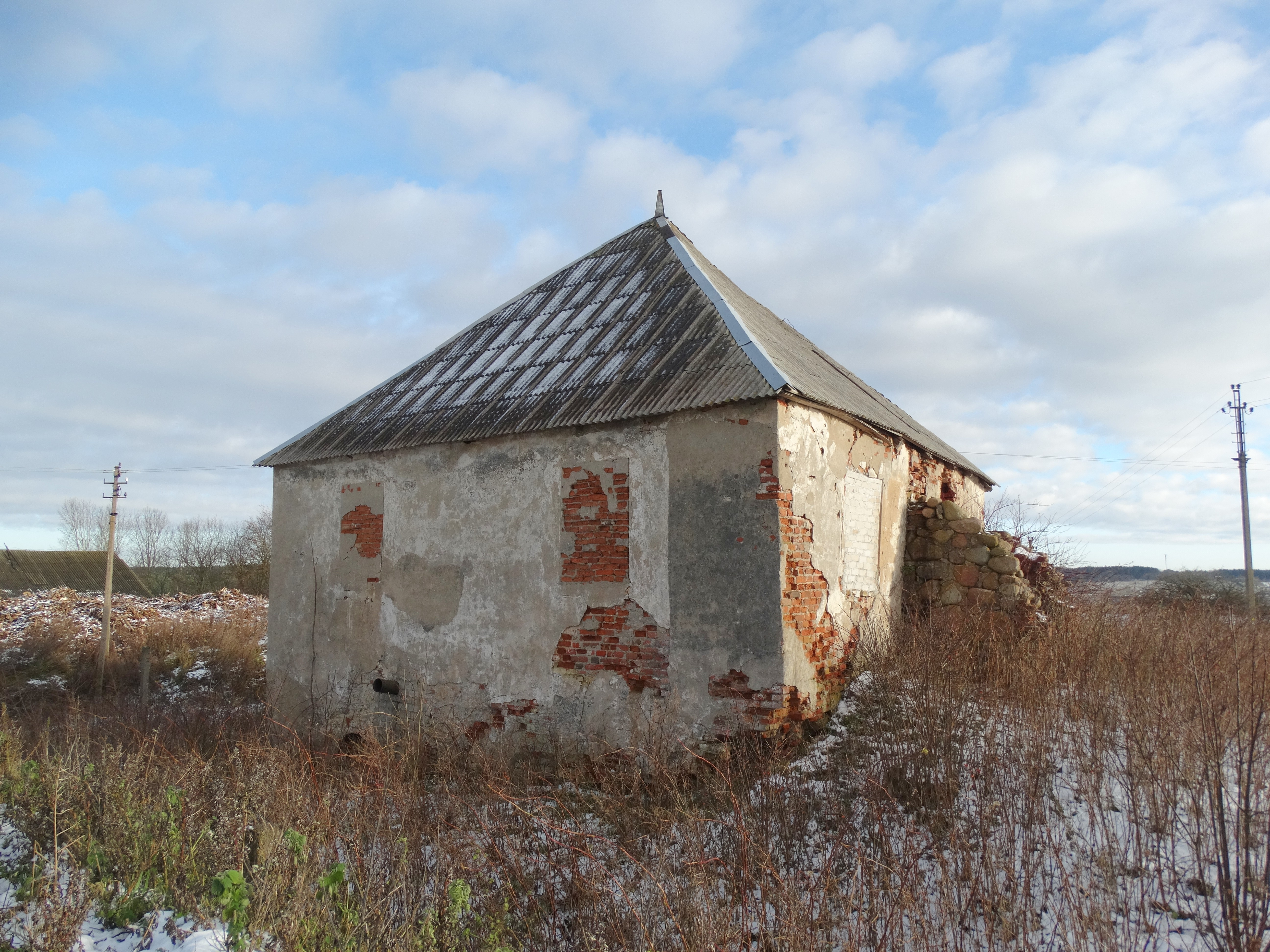
Молувенайська кенаса (сучасне фото)

Молувенайська кенаса - колишній караїмський будинок молитви, що стоїть у районі Тракаю, село Молувенай (Лентваріське староство), 0,6 км на південь від шосе А1 Вільнюс - Каунас - Клайпеда (Між Григишкесом і Рикантаєм), на західній стороні озера Діджюліо. Кенеса неактивна, її будівля не використовується, стоїть із замурованими цеглою вікнами поруч із колишніми фермами та зруйнованими складами. Місцеві мешканці піклуються про довкілля будівлі - вирубують дерева, час від часу косять рослинність.
Кенеса була побудована у ХІХ столітті. Наприкінці 2002 року будівля була внесена до Реєстру культурних цінностей Литовської Республіки (унікальний код 15832).

## Історія
1863 рік За розпорядженням російського царя Олександра II 160 га землі було відведено Тракайському караїмському духовному правлінню в Молувенаї. Після 1867р. було розпочато формування садиби з житловими та господарськими будівлями. Ісаак Богуслав Каплановскіс (1814–1898), караїмський релігійний лідер, який оселився в Молувенаї, через свою старість не зміг їздити на службу в Тракай, тому побудував кенесу біля свого будинку. Кенаса була спроектована його сином, інженером. Після смерті релігійного лідера в 1898р кенеса була перетворена на житловий будинок.
1935 рік кенесу відремонтовано: штукатурено всередині та зовні, зроблена цементована підлога, вкрита дерев’яними дошками. При ній встановлено стодолу. Упорядкуванням та ремонтними роботами будівлі опікувався А. Пілекіс, багаторічний доглядач та орендар садиби.

## Архітектура
Будівля компактна, має кубічний об’єм, квадратний план, 1-й поверх, на кам’яному кладеному фундаменті. Форма даху пірамідальна, конструкції дерев'яні, кроквяні. Віконні та дверні прорізи прямокутні, сегментарні аркові ніші вбудовані у фасади. Один із фасадів обладнаний двома контрфорсами з кам'яної та цегляної кладки. Вхід до кенеси був із північного боку. Цегляна кладка стін оштукатурена. У будівлі є підвал. Його вхід посилений сегментарною перемичкою, стеля склепінчаста, циліндрична з люнетами.